# West Pelzer
West Pelzer è un comune degli Stati Uniti d'America, situato in Carolina del Sud, nella Contea di Anderson.